# Mongoloraphidia (Alatauoraphidia) drapetis
Mongoloraphidia (Alatauoraphidia) drapetis is een kameelhalsvliegensoort uit de familie van de Raphidiidae. De soort komt voor in Kazachstan en Oezbekistan.
Mongoloraphidia (Alatauoraphidia) drapetis werd voor het eerst wetenschappelijk beschreven door U. Aspöck & H. Aspöck in 1993.